# Figueiras (Cap Verd)
Figueiras és una vila al nord de l'illa de Santo Antão a l'arxipèlag de Cap Verd. Està situada en una vall de muntanya, a 20 kilòmetres al nord-oest de Porto Novo.